# Савез хокеја на леду Естоније
Савез хокеја на леду Естоније (ест. Eesti Jäähoki Liit) кровна је спортска организација задужена за професионални и аматерски хокеј на леду на подручју Републике Естоније. 
Савез је пуноправни члан Међународне хокејашке федерације (ИИХФ) од 17. фебруара 1935. године. 
Седиште Савеза налази се у главном и највећем граду земље Талину.

## Историјат
Хокеј на леду у Естонији почео је да се развија почетком тридесетих година прошлог века, а први аматерски клубови основани су у Талину и Тартуу. Убрзо је основан и национални хокејашки савез који постаје пуноправним чланом Међународне хокејашке федерације 17. фебруара 1935. године. Савез остаје чланом ИИХФ све до 27. априла 1946. када је Естонија ушла у састав Совјетског Савеза, а све ингеренције у вези са хокејом на леду са републичких пренете су на федерални ниво. Рад СХЛЕ је обновљен 4. маја 1992. године. 

## Репрезентативне селекције
Иако је естонски савез постао пуноправним чланом ИИХФ још 1935. сениорска репрезентација није активно учествовала на такмичењима светских првенстава. У периоду између два светска рата целокупна активност репрезентације сводила се на одигравање пријатељских утакмица са суседним земљама. Прву службену утакмицу селекција Естонија одиграла је против Финске у Хелсинкију 20. фебруара 1937. (забележивши и први пораз од 1:2). У истом периоду игране су и утакмице са селекцијама Летоније и Литваније (укупно 8 утакмица). Последњи меч у том периоду игран је у Каунасу 5. марта 1941. против селекције Литваније (победа од 2:0).
Први службени међународни такмичарски меч Естонија је одиграла у оквиру квалификација за светско првенство друге дивизије 1993. у Риги (од 6. до 8. новембра 1992). Забележена је једна победа (против Литваније 6:1) и један пораз (од домаћина Летоније са 3:6). Највећи успех је било 19. место на СП 1998. године (3. место на првенству групе Б). репрезентација никада није успела да се квалификује на Олимпијски турнир.
На међународној сцени такмиче се и мушке селекције до 18 и до 20 година. 
Женска сениорска репрезентација дебитовала је на међународној сцени 25. новембра 2005. у Талину против селекције Исланда (и победила са 8:2). Такмичарске утакмице игра од 2007. (у оквиру светског првенства дивизије 5). 

## Национално првенство
Прва национална лига основана је 1934. и егзистирала је све до 1940. године. У том периоду титуле државног првака освајале су екипе Калев (2 титуле) и Спорт (1) из Талина и АСА из Тартуа (2 титуле). У време постојања Совјетског Савеза естонски клубови су се такмичили у националним лигама: Динамо Талин у првој (1946—1953), а Кренхолм и Талекс (оба из Талина) у другој лиги (1975—1992). Од 1945. до 1991. већина естонских клубова је играла у републичкој аматерској лиги. 
Национално првенство као највиши ранг такмичења у земљи игра се од 1991. године (Meistriliiga).

## Савез у бројкама
Према подацима ИИХФ из 2013. на подручју деловања Естонског СХЛ регистровано је укупно 1.340 играча (око 600 у мушкој и 70 у женској конкуренцији, остатак су били млађи узрасти). Судисјку лиценцу поседовала су 24. арбитра. 
Спортску инфраструктуру чини 7 затворених и 6 отоврених терена. Највеће дворане налазе се у Талину (капацитета 7.200 места) и Кохтла Јарви (2.000 места).